# Sue Bird
Pour les articles homonymes, voir Bird.
Sue Bird, officiellement Suzanne Brigit Bird (née le 16 octobre 1980 à Syosset), est une joueuse internationale américaine de basket-ball, évoluant au poste de meneuse. Elle possède également la nationalité israélienne. Son palmarès est riche de deux titres universitaires en National Collegiate Athletic Association (NCAA), quatre titres de championne WNBA (Women's National Basketball Association), en 2004, 2010, 2018 et 2020 et de quatre victoires consécutives dans la compétition de clubs la plus importante en Europe, l'Euroligue, de 2007 à 2010. Avec la sélection américaine, elle est quintuple championne olympique, en 2004, 2008, 2012, 2016 et 2020, seule sa coéquipière dans ces éditions Diana Taurasi la devançant après le titre de 2024. Elle est également la seule joueuse à avoir remporté quatre fois le titre mondial, en 2002, 2010, 2014 et 2018.

## Biographie

### Débuts
Elle est originaire d'une famille de deux enfants, deux filles, dont le grand-père paternel, immigrant russe, portant alors le nom de Boorda, est arrivé à Ellis Island dans les années 1900. Ce n'est que sur le continent américain que la famille prend le nom de Bird. Son père est cardiologue, sa mère infirmière dans un lycée.
C'est en voulant faire comme sa sœur aînée Jennifer, qu'elle considère comme son « héros », qu'elle débute dans le basket-ball. Elle joue pour une équipe de Amateur Athletic Union, organisme qui gère le sport amateur. Elle effectue ses deux premières années de College à Syosset High School. Elle rejoint ensuite le Christ the King High School, école réputée pour le grand nombre de sportifs, dont des basketteurs, passés dans ses murs. Elle occupe une place importante au sein de son équipe, conduisant celle-ci au titre de l'état et au titre national dans une saison où l'école termine invaincue. Elle est également récompensée à titre individuel des titres de New York City Player of the Year, du New York State Player of the Year et du New York Daily News Player of the Year. Elle est également nommée dans le WCBA All-Americans par la Women's Basketball Coaches Association, association des entraîneurs de basket-ball féminin.

### Carrière universitaire

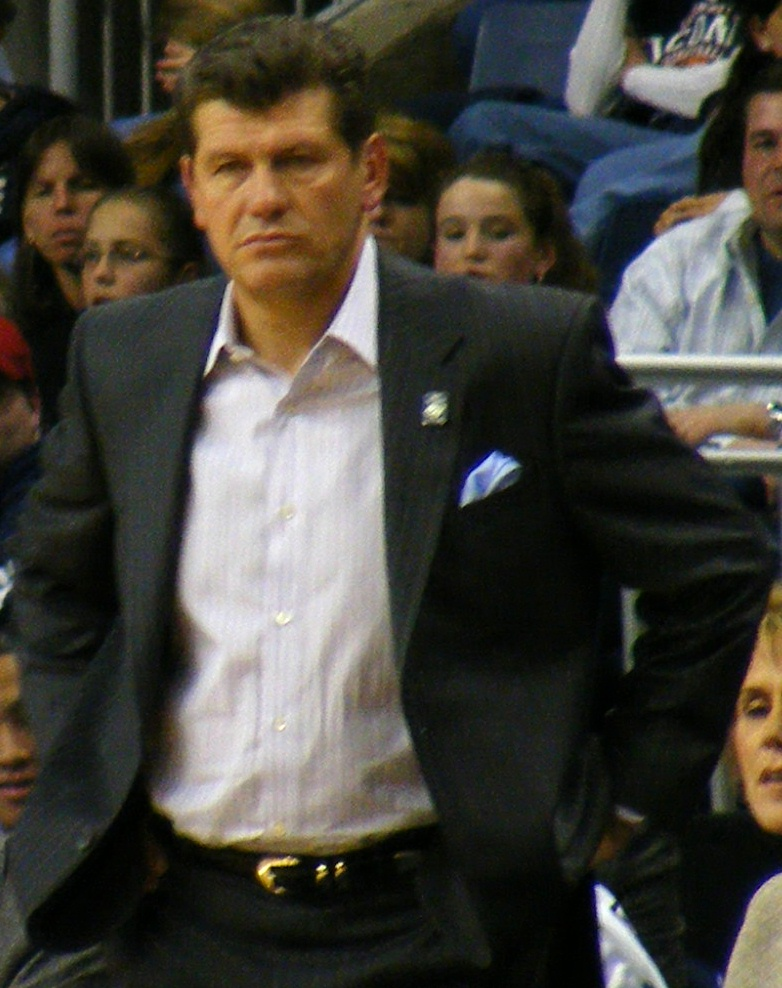
Geno Auriemma

Les plus grandes universités sont sur les rangs pour la recruter : Stanford, Vanderbilt et l'Université du Connecticut. C'est finalement cette dernière qu'elle rejoint pour évoluer avec les Huskies du Connecticut dirigées par Geno Auriemma. Celui-ci réalise une performance en recrutant cinq joueuses des quinze figurant dans le WCBA All-Americans : Swin Cash, Asjha Jones, Tamika Williams, Sue Bird et Keirsten Walters. La première saison de Bird est perturbée par une blessure au ligament croisé antérieur lors d'un entraînement ce qui l'empêche de disputer plus de huit rencontres. Celles-ci sont toutefois trop nombreuses, nombre supérieur à 20 % des rencontres, pour qu'elle puisse bénéficier du statut de redshirt. Cette blessure lui est toutefois salutaire, l'obligeant à travailler dur pour revenir.
La saison suivante, elle intègre avec Swin Cash le premier cinq dont les deux joueuses majeures sont Svetlana Abrossimova et Shea Ralph. Les Huskies remportent comme la saison précédente le championnat de la Big East Conference. Durant cette première partie de la saison, les Huskies ne concèdent qu'une seule défaite, de un point face à l'équipe rivale des Volunteers du Tennessee. Après une victoire dans le tournoi de la Big East, UConn rejoint le Final Four du tournoi de la NCAA. Après une victoire face aux Nittany Lions de Penn State, les joueuses du Connecticut l'emportent 71 à 52 face à Tennessee. Lors de cette saison, Sue Bird inscrit 405 points en 37 rencontres, soit une moyenne de 10,9 points par rencontre. Elle ajoute également 4,32 passes et 2,5 rebonds. Elle est nommée dans le cinq du Final Four et dans le second cinq de la Big East. Elle reçoit également le premier trophée Nancy Lieberman-Cline Point Guard of the Year (meneuse de l'année) de l'histoire. Elle reçoit également une honorable mention All-American.
Avec l'arrivée de Diana Taurasi et la conservation de la totalité de ses joueuses majeures, UConn est le grand favori à sa succession lors de la saison 2000-2001. Les Huskies subissent leur première défaite de la saison face à Notre-Dame. Les Huskies prennent leur revanche en finale du tournoi de Big East. Mais UConn est privé pour la fin de la saison de Abrosimova et Shea Ralph, blessées. Malgré ces absences, UConn rejoint le Final Four NCAA. Opposées à Notre Dame en demi-finale, les joueuses des Huskies s'inclinent après avoir mené de 16 points. Sue Bird continue à recevoir de récompenses universitaires : elle reçoit son second Nancy Lieberman-Cline Point Guard of the Year. Elle est également nommée dans la Associated Press Third Team All-American (troisième équipe All-American par l'Associated Press).
Le cinq majeur des Huskies lors de la saison suivante est composé de Swin Cash, Asjha Jones, Tamika Williams, Sue Bird, quatre joueuses de dernière année et de Diana Taurasi. Ce cinq qui est considéré comme l'un des plus grands cinq de l'histoire du basket-ball universitaire américain réalise une saison sans aucune défaite, semblant rendre chacune des équipes qui lui sont opposées mauvaises : « We can make good teams look bad ». La victoire la moins large de la saison a lieu quelques jours avant le début de la March Madness : les Huskies l'emportent de sept points, 69 à 67 face aux Cavaliers de la Virginie. Lors du Final Four, les Huskies battent Tennessee sur le score de 79 à 56 - 18 points, 5 passes et 7 rebonds pour Bird - puis l'emportent face à Oklahoma sur le score de 82 à 70,. Bird inscrit 14 points et 4 passes dans cette rencontre où sa coéquipière Swin Cash est nommée meilleure joueuse du tournoi NCAA (Most Outstanding Player). La saison de Sue Bird est couronnée de nombreuses récompenses individuelles : elle reçoit les Wade Trophy et Naismith College Player of the Year. Elle est nommée All-American et Big East Conference Women's Basketball Player of the Year (joueuse de l'année de la Conférence Big East).

### CarrièreWNBA
UConn devient la première université depuis le début des draft WNBA à compter quatre de ses joueuses choisies au premier tour de la draft WNBA 2002 : Sue Bird termine avec le titre de no 1 de la draft et rejoint le Storm de Seattle. Elle devance sa coéquipière Swin Cash qui rejoint le Shock de Détroit. Asjha Jones termine au quatrième rang, choisie par les Mystics de Washington et Tamika Williams est sélectionnée en sixième position par le Lynx du Minnesota.
Dès sa première saison, elle devient une joueuse majeure au sein de sa franchise : elle est la joueuse la plus utilisée par son entraîneur Lin Dunn avec une moyenne de 35 minutes par rencontre. Elle commence l'ensemble des 32 rencontres disputées par le Storm dans le cinq majeur. Elle termine au premier rang de la ligue au pourcentage de réussite aux lancers francs avec 91,1 %. Au classement du nombre de passes décisives, elle est devancée uniquement d'un point, 192 contre 191, par la joueuse de Sacramento Ticha Penicheiro qui la devance également à la moyenne par rencontre, 8 contre 6 pour Bird. Elle termine également dans le Top 10, huitième place, au classement des interceptions. Cependant, elle occupe une première place au niveau des statistiques : avec 109, elle devance Lisa Leslie au classement du nombre de pertes de balles. Dans cette saison, elle inscrit 10 points ou plus lors de 25 rencontres, dont six avec 20 points ou plus. Sa meilleure performance en termes de points est 33 points face à Houston. Sa moyenne de points, 14,4, la place au 16e rang de la ligue. Au niveau des passes, elle réalise sa meilleure performance avec 12 passes. Elle réalise également trois double-double. Elle est toutefois devancée par Tamika Catchings pour le titre de WNBA Rookie of the Year, meilleure débutante de la ligue. Elle est sélectionnée dans le cinq débutant de la Conférence pour le All-Star Game et dans le premier cinq All-WNBA. La franchise de Seattle termine sa saison régulière avec le quatrième bilan de la conférence, 17 victoires pour 15 défaites, et se qualifie pour les play-offs. Opposées aux Sparks de Los Angeles, les joueuses de Seattle s'inclinent en deux manches.
Malgré une deuxième saison terminée à la première place des pertes de balles, Sue Bird continue d'avoir une influence importante au sein du Storm : deuxième marqueuse avec 12,4 derrière Lauren Jackson, elle est la meilleure interceptrice, 1,41, et passeuse de son équipe avec de 6,5 passes. Dans cette dernière catégorie statistique, elle réalise 221 passes, devenant la troisième joueuse de l'histoire de la WNBA à franchir la barre des 200 passes lors de la même saison, derrière Ticha Penicheiro, en 1998, 1999 et 2000 Teresa Weatherspoon, en 1999, 2000 et 2001. Ticha Penicheiro la devance lors de cette saison avec 229 passes et à la moyenne, 6,9 contre 6,7. Sue Bird devient la cinquième de l'histoire de la ligue à réaliser un match à vingt points et dix passes ou plus avec 21 points, 10 passes contre Washington. Ses meilleures performances sur un match sont de 27 points face à Los Angeles, 8 rebonds, son record en carrière, face à Houston et douze passes. Elle est de nouveau nommée pour participer au All-Star Game où elle inscrit 11 points et capte quatre rebonds. Pour la deuxième année consécutive, elle figure dans le premier cinq de la ligue où figure également sa coéquipière Lauren Jackson. Seattle ne parvient à se qualifier pour les play-offs en terminant au cinquième rang de la conférence.
Anne Donovan, entraîneur de Seattle depuis 2003, peut compter sur le renfort de quelques joueuses pour cette nouvelle saison, dont Betty Lennox, recrutée lors d'une draft de dispersion pour la seconde année consécutive. La franchise du Storm termine à la deuxième position de la Conférence Ouest avec un bilan de 20 victoires pour quatorze défaites. Pour la première fois de son histoire, la franchise remporte un match de play-offs. Seattle franchit ce premier tour en l'emportant deux victoires à zéro au premier tour face au Lynx du Minnesota. Elle dispute les rencontres du tour suivant avec un masque protecteur en raison d'une fracture du nez provoquée lors d'une collision avec Teresa Edwards lors de la deuxième rencontre face à Minnesota. Lors du tour suivant, ce sont les Monarchs de Sacramento qui doivent s'incliner, après avoir remporté la première manche à domicile après prolongation. Les Finales WNBA opposent donc Seattle au Sun du Connecticut, autre franchise qui n'a jamais atteint ce stade la compétition. Connecticut, qui possède dans son effectif plusieurs All-Star - Nykesha Sales, Taj McWilliams-Franklin, la rookie Lindsay Whalen et Wendy Palmer, remporte la première manche dans sa salle sur le score de 68 à 64. Seattle égalise ensuite dans sa salle 67 à 65. La manche décisive se déroule de nouveau dans la salle de Seattle. Connecticut ayant décidé de réduire l'apport offensif des deux vedettes du Storm, Jackson 13 points et 7 rebonds, Bird 8 points et 6 passes, c'est Betty Lennox qui assure la victoire de Seattle avec 23 points, dont 16 dans la seconde période. Sue Bird devient la cinquième joueuse à détenir les trois titres majeurs pour une Américaine, le titre universitaire de National Collegiate Athletic Association, le championnat de WNBA (Women's National Basketball Association) et le titre olympique. Elle termine pour la troisième année consécutive dans le premier cinq de la ligue. Elle a également effectué sa troisième apparition lors d'un All-Star Game. Elle présente des statistiques de 12,9 points, 3,1 rebonds, 5,4 passes et 1,5 interception en 33 minutes et dispute, comme depuis ses débuts dans la ligue, l'ensemble des rencontres de sa franchise. Elle est de nouveau seconde au classement des passeuses derrière Nikki Teasley. Elle franchit la barre des 1 000 points en carrière à l'occasion d'une rencontre face à Houston.
Pour la première fois de sa carrière, elle doit manquer quatre rencontres en raison d'une fracture du nez occasionnée lors d'un choc avec sa coéquipière Lauren Jackson. Bien que devancée par Temeka Johnson au nombre de passes décisives, 176 contre 177, elle termine au premier rang à la moyenne de passes avec 5,9. Elle présente également des statistiques de 12,1 points, troisième de sa franchise derrière Jackson et Lennox, 2,4 rebonds et 1 interception en 34 minutes. En play-offs, ses statistiques sont de 9 points, 1,7 rebond, 4,3 passes et 1 passe en 34 minutes 3. Houston, en s'imposant deux à un, met un terme à la saison de Seattle.

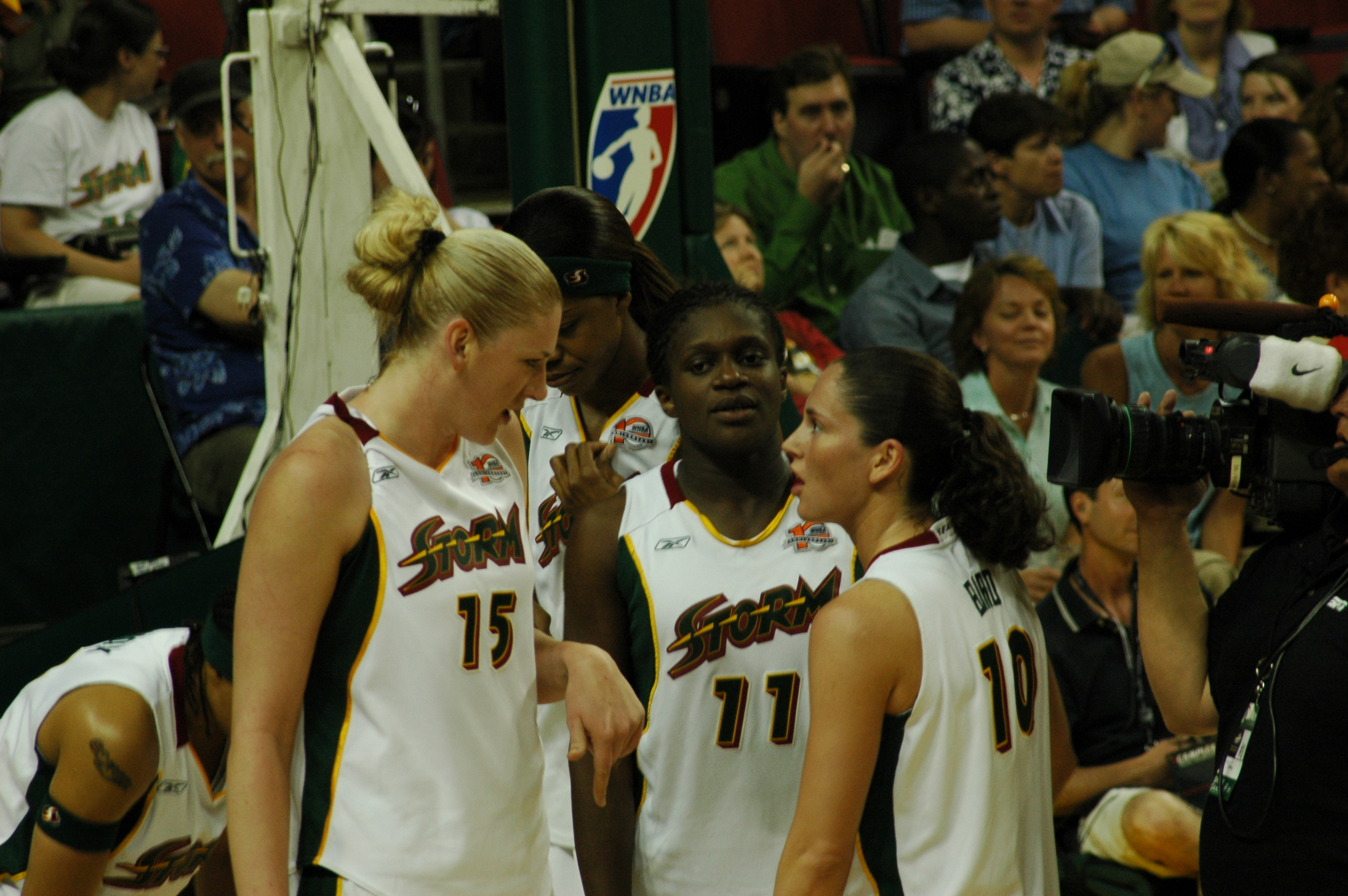
Lauren Jackson (no 15) et Sue Bird (no 10)

Seattle termine une nouvelle saison au premier tour des play-offs après une défaite deux à un face à Los Angeles. Auparavant, Seattle avait terminé au quatrième rang de la conférence avec un bilan de 18 victoires et 16 défaites. Sue Bird présente des statistiques de 12,7 points, 2,7 rebonds, 3,3 passes en 35 minutes durant ces trois rencontres de play-offs. Lors de la saison régulière, dont elle dispute l'ensemble des 34 rencontres, elle inscrit 11,4 points, capte 3,0 rebonds, 4,8 passes et 1,8 interception en 31 minutes 3. Durant cette saison, elle établit sa meilleure performance individuelle sur un match dans la catégorie des interceptions avec sept lors du premier match de la saison. Elle bat également son record de passes avec 14. Elle termine au troisième rang de la ligue à la moyenne des passes et au septième à la moyenne d'interceptions.
En 2006, elle est nommée parmi les meilleures joueuses des 10 ans de la WNBA .
Sa saison 2007 est légèrement perturbée par une arthroscopie au genou gauche qui la prive de cinq rencontres et du All-Star Game dont elle est la joueuse ayant reçu le plus de votes, 128 838. Lors de ses 29 matchs de saison régulière, elle présente des statistiques de 10,4 points, 2 rebonds, 4,9 passes et 1,5 interception en 31 minutes 7. Comme la saison précédente, elle termine au troisième rang au classement des passeuses derrière Becky Hammon et Lindsay Whalen. Bien qu'elle ne soit que la quatrième marqueuse du Storm, elle inscrit 10 points ou plus à 16 reprises dont deux à 20 points et plus. Durant cette saison, elle franchit deux barres symboliques : 500 rebonds en carrière et 1 000 passes, devenant ainsi la plus jeune joueuse de la ligue à franchir cette barrière. Elle ajoute deux double-doubles. Elle augmente sa moyenne de points en play-offs pour atteindre 16,5 points, les autres statistiques étant relativement proches de celles de sa saison régulière : 2 rebonds, 5 passes et 2 interceptions en 35 minutes 5. Qualifiées en quatrième position de la Conférence Ouest après un bilan de 17 victoires et 17 défaites, les joueuses de Seattle s'inclinent en deux manches face au Mercury de Phoenix.
Durant la saison 2008, Seattle, qui a reçu le renfort de sa coéquipière de UConn Swin Cash, termine avec un bilan de 22 victoires pour 12 défaites, soit le deuxième bilan à l'Ouest. Ce bilan est obtenu malgré deux séries d'absence de la joueuse majeure du Storm, Lauren Jackson : elle s'absente pour une première série de cinq rencontres pour la préparation des jeux olympiques de Pékin, puis lors des huit dernières rencontres de la phase régulière en raison d'une opération à la hanche. Insuffisamment remise, elle doit finalement renoncer à disputer le premier tour des play-offs face à Los Angeles. Malgré l'avantage du terrain et la prise de leadership par Sue Bird, qui inscrit 19,7 points, capte 2,3 rebonds, délivre 3,0 passes et réalise 1,3 interception en 37 minutes sur les trois matchs de la série, Seattle s'incline face aux Sparks. Elle retrouve le troisième rang de la ligue à la moyenne de passes, 5,1 par rencontre. Ses autres statistiques sur la saison régulière sont de 14,1 points, seconde de sa franchise, 2,5 rebonds et 1,2 interception en 33 minutes 7. Elle retrouve l'honneur de figurer parmi les All WNBA Team en étant nommée dans le second cinq de la ligue. Elle termine au troisième rang du vote déterminant la WNBA Most Valuable Player Award, joueuse de l'année en WNBA, titre qui échoit à la rookie Candace Parker.
Seattle termine de nouveau la saison régulière de l'année 2009 avec le deuxième bilan de l'Ouest, 20 à 14. Mais comme la saison précédente, le Storm est de nouveau privé de la franchise player en raison d'une fracture de fatigue dans le bas du dos qui met un terme à sa saison à partir de la fin du mois d'août. Le Storm doit également faire face au forfait de Sue Bird lors des trois derniers matchs de la saison régulière. Les statistiques de Sue Bird durant cette phase sont de 12,8 points, 2,8 rebonds, 5,8 passes et 1,5 interception en 35 minutes 5. Ce dernier temps de jeu fait d'elle la joueuse la plus utilisée de la ligue. Elle termine également au premier rang au nombre et à la moyenne de passes. Durant les play-offs, ses statistiques sont de 11,3 points, 3,7 rebonds, 4,0 passes et 1,3 interception en 36 minute 3. Le Storm, après s'être incliné 70 à 63 à Los Angeles, s'impose 75 à 74 mais doit s'incliner lors de la manche décisive disputée à Seattle sur le score de 75 à 64, rencontre où Bird inscrit 15 points, délivre 2 passes et capte 6 rebonds. Pour la sixième fois de sa carrière, elle est nommée parmi les starters du All-Star Game.
Pour la première fois de son histoire, le Storm termine avec le meilleur bilan de la conférence Ouest avec 28 victoires et 6 défaites, bilan qui est également le meilleur de la ligue. Au contraire des deux dernières saisons, Seattle franchit le premier tour des play-offs en se défaisant des Sparks de Los Angeles en deux manches, mettant ainsi fin à une série de quatre défaites en quatre oppositions face à cet adversaire. Opposées aux championnes 2009, Phoenix, les joueuses du Storm s'imposent de nouveau en deux manches, 82 à 74 puis 91 à 88. En finale, elles sont opposées aux Dream d'Atlanta. Seattle dispute les deux premières rencontres à domicile, l'emportant 79 à 77 puis 87 à 84 puis va s'imposer sur le même score sur le parquet de son adversaire. Lors de cette série, dont Lauren Jackson est nommée MVP après avoir également remporté le titre de la saison régulière, Sue Bird présente des statistiques de 12,1 points, 4,1 rebonds, 7,7 passes et 1,7 interception. En phase régulière, ses statistiques sont de 11,1 points, 2,7 rebonds, 5,8 passes - deuxième de la ligue derrière Ticha Penicheiro - et 1,5 interception.
Lors de la saison 2011, elle est élue meilleure joueuse de la semaine de la conférence ouest en juillet pour des performances de 21 points et 5 passes puis 17 points et 8 passes. Elle termine la saison avec des statistiques de 14,7 points - douzième de WNBA -, 2,9 rebonds, 4,9 passes - quatrième de la ligue - et 1,4 interception en 33 minutes. Elle est dans le second cinq de la ligue. Seattle termine au deuxième rang de la conférence ouest avec un bilan de 21 victoires pour 13 défaites. Toutefois, lors des play-offs, la franchise de l'État de Washington est éliminée au premier tour par Phoenix sur le score de deux à un. Lors de cette série, ses statistiques sont de 8 points, 4 rebonds, 1 passe lors de la victoire 80 à 61 du premier match, puis 17 points, 4 rebonds, 4 passes - défaite 92 à 83 - et 22 points, 4 rebonds, 3 passes lors de la dernière manche perdue 77 à 75.
En février 2012, elle prolonge son contrat avec seattle pour un contrat multi-annuel, contrat qu'elle signe en même temps que sa coéquipière Tanisha Wright avec laquelle, avec 117 matchs commencés ensemble consécutivement, elle forme la base arrière ayant le plus de rencontre ensemble dans l'histoire de la WNBA.
Elle annonce devoir manquer la saison WNBA 2013 en raison d'une opération à un kyste au genou droit. Après la saison 2014, Sue Bird prend la décision de faire confiance à Susan King Borchardt (en), ancienne joueuse reconvertie en spécialiste de la performance.
Début août 2015, elle devient la 13e joueuse de WNBA à passer la barre des 5 000 points inscrits lors d'un revers 62 à 78 infligé par le Liberty. Le Storm termine la saison sur un bilan de seulement 10 victoires pour 24 défaites qui ne lui permet pas de se qualifier pour les play-offs mais contribue à faire hériter la franchise du premier choix de la draft WNBA 2016. Alors qu'elle n'avait jamais connu de saison WNBA à moins 16 victoires, elle n'en cumule que 22 sur 2015 et 2016. En février 2016, Sue Bird signe un nouveau contrat pluriannuel avec le Storm qui doit l'amener à y terminer sa carrière. Elle dit qu'elle évaluera chaque année si elle poursuivra sa carrière. Elle ne dispute de compétition à l'étranger avant la saison WNBA pour la seconde fois consécutive et démarre une collaboration de consultante à la télévision sur ESPN pour les rencontres universitaires.
Lors la saison WNBA 2017, elle participe à son dixième WNBA All-Star Game. Le 8 août 2017 lors de la défaite 84-71 face au Sun du Connecticut, elle connaît sa 471e titularisation surpassant le record détenu par Tina Thompson.
Le 8 juillet 2018, lors d'une victoire sur les Mystics où elle inscrit 21 points, elle devient la meilleure marqueuse historique du Storm devant Lauren Jackson (6 007 points), devenant à ce moment la septième meilleure marqueuse de l'histoire de la WNBA. Le Storm conforte sa première place de la saison régulière 2018. À 37 ans, elle explique sa longévité au haut niveau par une bonne hygiène de vie, notamment alimentaire, malgré plusieurs opérations au cous de sa carrière. Le 22 juillet, elle est la première joueuse à disputer son 500e match WNBA, lors duquel elle inscrit 12 points, 6 passes décisives et 2 rebonds lors d'une défaite 87 à 74 face au Dream d'Atlanta. Elle dépasse les 499 matches de DeLisha Milton-Jones. Titrée deux fois d'affilée en 2017 et 2018, Sue Bird est la deuxième joueuse après Tamika Catchings à recevoir le trophée Kim Perrot de la sportivité à trois reprises.
Après une arthroscopie du genou gauche, elle subit une intervention chirurgicale qui l'empeche de jouer lors de la saison 2019. 
Sa blessure la limite à onze rencontres lors de la saison 2020, dont la phase régulière est retardée, puis réduite à 22 matchs en raison de la pandémie de Covid 19. Lors du premier match des Finales, opposant son équipe du Storm de Seattle aux Aces de Las Vegas, elle délivre 16 passes, nouveau record pour les playoffs. Sa moyenne pour les trois matchs  constituent le record de l'histoire des Finales. Elle remporte son quatrième titre WNBA avec les Storm de Seattle.
Après avoir signé un contrat d'un an, elle dispute sa dix-huitième saison. Celle-ci se termine au deuxième tour des playoffs par une défaite face au Mercury de Phoenix.
En juin 2022, elle annonce que la saison 2022. Lors de celle-ci, le Storm s'incline en demi-finale face aux Aces de Las Vegas. À cette date, elle occupe la tète du nombre de matchs disputés. Elle occupe également la troisième place du classement des balles volées.

### Autres ligues
Après sa première saison en WNBA, elle rejoint l'équipe du Spirit de Springfield en National Women's Basketball League (NWBL), ligue créée en 1997 et dont la première saison de sa division professionnelle, la NWBL Pro League a lieu en 2001. Son équipe, qui termine au premier rang de la saison régulière avec un bilan de 16 victoires pour 4 défaites, s'incline face à Fury du Tennessee sur le score de 80 à 67 avant de remporter le troisième rang de la ligue, sur six équipes, avec une victoire 81 à 79 sur le Blaze de Chicago. Le titre revient à l'équipe de Stealth de Houston dont la vedette est Sheryl Swoopes.
Elle évolue pour la première fois de sa carrière dans une ligue étrangère en rejoignant en janvier 2005 la Superleague, le championnat de Russie, pour évoluer avec le ŽBK Dynamo Moscou qui a pour ambition de rivaliser avec le CSKA Samara au sommet du basket-ball russe et européen. Pour sa première rencontre européenne, elle présente des statistiques de 5 points, 3 passes et 2 balles volées en 20 minutes. Sa première saison d'Euroligue se conclut par une élimination en quart de finale face au club lituanien du TEO Vilnius, 67 à 60 lors de la troisième manche décisive. Sur l'ensemble de la compétition, elle inscrit 9,3 points de moyenne, 3,6 rebonds, 2,7 passes et 1,5 interception en 33 minutes 4.
Lors de la saison suivante, Bird est rejointe par une de ses anciennes coéquipières de UConn, Diana Taurasi. Bird commence sa saison d'euroligue lors de la septième journée du premier tour, rencontre où elle inscrit 6 points et ajoute 2 passes et 2 rebonds. le Club de Moscou se qualifie pour les huitièmes de finale où il élimine un club espagnol, Ros Casares Valence en deux manches : 72 à 59 et 64 à 43. Lors du tour suivant, c'est Samara qui prive le club moscovite de Final Four en s'imposant 74 à 66 puis 78 à 71.
En décembre 2006, sa signature pour le club israélien de Elitzur Ramla est d'abord annoncée avant d'être finalement dénoncée : sa visite en Israël a pour but de finaliser l'obtention de sa nationalité israélienne, celle-ci étant possible car son père est juif. Cette naturalisation lui permet d'être encore plus attractive pour les grands clubs européens : cela lui permet de ne pas être considérée comme Américaine ce qui offre une possibilité de plus de recrutement d'une joueuse majeure. Elle rejoint le Spartak région de Moscou où évolue déjà son ancienne coéquipière des Huskies Diana Taurasi. Durant sa saison d'Euroligue, qu'elle commence lors de la huitième journée du premier tour, elle dispute dix rencontres. Avec un temps de jeu de 19 minutes 6, elle présente des statistiques de 4,6 points, 2 rebonds, 2,5 passes et 0,9 interception. le Spartak, avec une seule défaite lors du premier tour, termine au premier rang du classement déterminant les huitièmes de finale. Lors de celui-ci, Moscou élimine le club de Prague en deux manches, puis le club de Brno grâce à une victoire 72 à 59 lors de la manche décisive. Lors du final Four disputé à Vidnoïe, les joueuses de Moscou sont opposées en demi-finale à un autre club russe, le CSKA Samara vainqueur de la compétition en 2005 et finaliste en 2006. Le Spartak s'impose 90 à 76, rencontre où Bird se voit offrir son plus grand temps de jeu avec 35 minutes, temps de jeu qu'elle utilise pour inscrire 7 points, capter 4 rebonds, délivrer 4 passes et réaliser 3 interceptions. Sa compatriote Tina Thompson termine meilleure marqueuse - 26 points - rebondeuse - 8 rebonds - passeuse - 5 passes - et contreuse - 2 blocks de la rencontre. Sur son parquet, les joueuses de Moscou remportent le titre européen en battant le club espagnol de Ros Casares Valence sur le score de 76 à 62 dans une rencontre où Bird inscrit 6 points et délivre quatre passes. Le Spartak remporte également le Superligue de Russie lors de cette saison.
Le Spartak se renforce en recrutant une autre joueuse de Seattle Storm, l'Australienne Lauren Jackson. Sue Bird est la meilleure passeuse - quatrième de la compétition avec 4,6 - et interceptrice de son équipe en Euroligue - 1,5. Elle réalise également 9,1 points et 3,9 rebonds en 32 minutes 7. Le Spartak ne subit qu'une seule défaite lors du premier, 77 à 76 face à Lotos Gdynia, avant d'atteindre le Final Four en restant invaincue face à TEO Vilnius en huitième de finale et ŽBK Dynamo Moscou en quart. Opposées à un autre club russe, UMMC Iekaterinbourg, le Spartak s'impose 78 à 68 grâce aux 35 points et 12 rebonds de Lauren Jackson, Bird délivrant quatre passes. En finale, c'est le club tchèque de Brno qui s'incline, 75 à 60, face au Spartak avec 14 points, 7 rebonds, 2 passes et 1 interception. Pour la seconde année consécutive, le club russe réalise le doublé en remportant le titre national.
Sue Bird dispute une troisième saison avec le Spartak qui a l'ambition de conserver ses deux titres européen et de champion de Russie. Lors de l'Euroligue féminine de basket-ball 2008-2009, le Spartak retrouve une nouvelle fois le club russe d'Ekaterinbourg en demi-finale du Final Four après n'avoir subi qu'une seule défaite depuis le début de la compétition, lors du premier tour, et avoir éliminé Prague puis Ros Casares Valence. Lors de cette demi-finale, Taurasi et Bird inscrivent 50 des 83 points de leur équipe - 17 pour Bird qui capte également 4 rebonds, délivre 4 passes et réalise 2 interceptions. Le Spartak s'impose 83 à 74. En finale, le Spartak s'impose face au club espagnol de HA Salamanque sur le score de 85 à 70 avec un double-double de Bird, 13 points et 10 passes, statistiques auxquelles elle ajoute 6 rebonds et 1 interception. Sur l'ensemble de la compétition, Sue Bird présente des statistiques de 11,2 points, 3,6 rebonds, 5,9 passes, 2,2 interceptions en 33 minutes 8 sur 17 rencontres. En Russie, la finale du championnat oppose le Spartak à Ekaterinbourg. Après que ce dernier club a remporté la première manche 61 à 59, le Spartak égalise en remportant la deuxième rencontre sur le score de 86 à 67. C'est finalement Ekaterinbourg qui remporte le titre en remportant la manche décisive sur le score de 70 à 68 malgré 9 points, 6 rebonds, 4 passes et 1 interception de Bird.
Le club russe subit une grosse perte à l'entame de la saison 2009-2010 avec l'assassinat de son président Shabtai Von Kalmanovic, milliardaire russe qui a également remporté l'Euroligue masculine avec le Žalgiris Kaunas. Les joueuses étaient très proches de celui-ci en raison de son implication dans le basket-ball et dans leur vie quotidienne. Il a ainsi trouvé une énorme villa où vivent les trois vedettes du Spartak, Taurasi, Jackson et Bird. Sue Bird, qui n'avait pas encore rejoint l'équipe retrouve celle-ci début janvier. Le Spartak Moscou termine la première phase invaincu. Lors des phases suivantes, il élimine le Lotos Gdynia, Fenerbahçe Istanbul puis pour la troisième année consécutive, Ekaterinbourg en demi-finale. Le Spartak s'appuie de nouveau Taurasi - avec 37 points et 12 rebonds - pour se qualifier sur le score de 87 à 79. Bird inscrit 7 points, capte 3 rebonds et délivre 3 passes. Bien que Valence évolue sur son parquet, le club espagnol ne peut empêcher le club russe de remporter son quatrième titre consécutif en s'imposant sur le score de 87 à 80, avec 29 points, 6 rebonds de Taurasi et 5 points et 6 passes de Sue Bird. Quelques jours après cette finale, Ekaterinbourg prend sa revanche en triomphant en trois manches du Spartak, 70 à 62 à Moscou, puis 87-79 et 73 à 67 à domicile. Ekaterinbourg avait déjà privé le Spartak de victoire en coupe de Russie en triomphant en finale sur le score de 77 à 75.

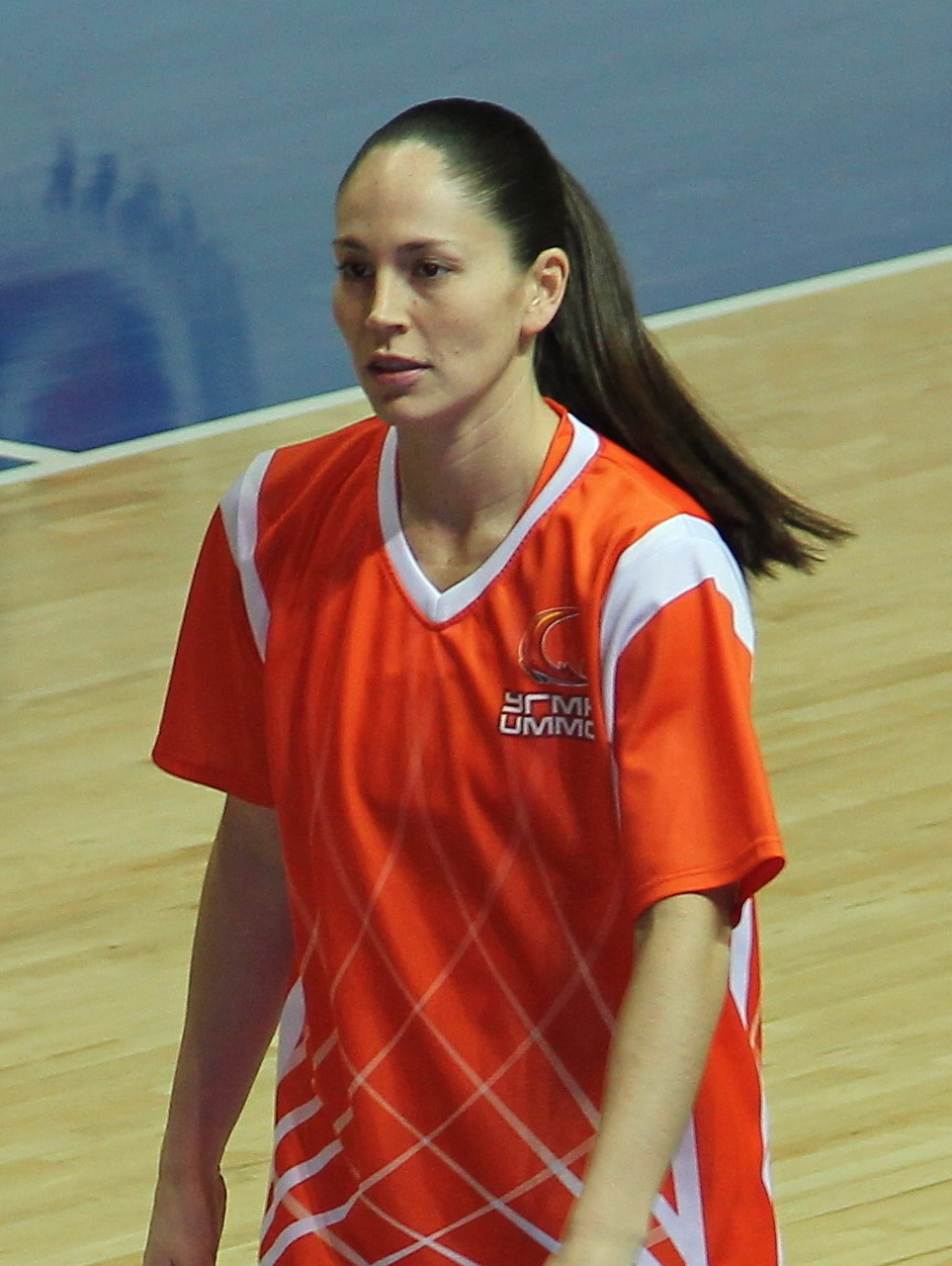
Sue Bird en 2012 avec Ekaterinbourg

Au contraire de Taurasi, qui rejoint le club turc de Fenerbahçe, Sue Bird reste au Spartak pour une nouvelle saison. Elle s'accorde toutefois un peu de repos après le mondial 2010 et ne rejoint son équipe qu'à partir du mois de janvier, disputant ainsi les deux derniers matchs de saison régulière de l'Euroligue. Le club russe termine cette première phase avec quatre défaites. Lors des huitièmes de finale, les joueuses russes se débarrassent difficilement du club italien de Famila Schio, deux victoires à une, puis se voient opposer à Fenerbahçe. Ce dernier club, qui a licencié Diana Taurasi pour des problèmes de contrôle positif - elle se sera ensuite blanchie, le laboratoire d'analyse d'Ankara avouant avoir fait une erreur d'analyse dans les échantillons - et perdu également l'Australienne Penny Taylor - elle a décidé de mettre un terme à sa saison, perd en deux manches, 86 à 78 puis 74 à 56. Le Spartak retrouve de nouveau Ekaterinbourg en demi-finale du Final Four. Celui-ci se déroulant à Iekaterinbourg, les joueuses de ce club sont les favorites pour cette rencontre mais, comme les années précédentes, le Spartak s'impose, sur le score de 54 à 43, rencontre où Bird inscrit 4 points, à 1 sur 8, capte 5 rebonds, délivre 3 passes et réussit 2 interceptions. Lors de la finale face aux Espagnoles de Halcón Avenida Salamanque, elle est la deuxième marqueuse de son équipe avec 17 points. Elle ajoute deux passes en 33 minutes mais cela s'avère insuffisant, les Espagnoles s'imposant sur le score de 68 à 59. Sue Bird termine sa saison européenne avec des statistiques de 11,6 points, 2,0 rebonds, 3,0 passes en 33 minutes 1. En championnat de Russie, le Spartak est dominé par Ekaterinbourg qui reste invaincu en phase régulière. En finale, le rival du Spartak s'impose en trois manches, trois à zéro.
En mai 2011, Ekaterinbourg annonce qu'il a recruté Sue Bird pour la saison suivante. Lors de celle-ci, les arrivées de Hana Horáková et Anete Jēkabsone sont également annoncées. Comme les années précédentes, elle commence sa saison européenne en janvier. Auparavant, elle s'est fait opérée à la hanche après le terme de la saison WNBA. Elle remporte un premier titre avec sa nouvelle équipe en remportant la coupe de Russie face à Nadezhda sur le score de 92 à 72. Elle est désignée meilleure joueuse de la finale. Qualifié pour le Final Eight, nouvelle formule de la phase finale de l'Euroligue, le club russe d'Ekaterinbourg doit se passer de Sue Bird lors de la première rencontre de groupe de ce Final Eight face aux Espagnoles de Valence, Bird se cassant le nez lors de l'échauffement. La défaite 62 à 49 prive Ekaterinbourg de finale. Les deux victoires qui suivent dans la phase de groupe - 8 points, 5 rebonds et 7 passes, 1 interception contre les Polonaises de Wisla Can-Pack puis 18 points, 1 passe et 1 interception pour Bird - permettent à Ekaterinbourg à disputer la finale pour la troisième place face aux Turques de Fenerbahçe İstanbul. Le club russe s'impose sur le score de 75 à 68, avec 9 points, 1 rebond, 3 passes et deux passes en 34 minutes. Ekaterinbourg remporte le titre de champion de Russie en battant en finale l'ancien club de Sue Bird, le Spartak région de Moscou, sur le score de trois à zéro. À titre individuel, elle est désignée dans le deuxième cinq de la ligue.
Après la hanche droite, elle se fait opérer de la gauche après la fin de la saison WNBA. Après une convalescence avec les Huskies du Connecticut, elle rejoint en janvier 2013 UMMC Iekaterinbourg, où elle retrouve sa coéquipière du Storm Ewelina Kobryn et sa partenaire de l'équipe olympique et amie Diana Taurasi.

### NBA
En novembre 2018, elle rejoint l'équipe de direction de la franchise NBA des Nuggets de Denver.

## Équipe nationale
Lors de la préparation pour le championnat du monde 2002, disputé en Chine, la sélection américaine dispute quelques jours avant le mondial le Australia Opals World Challenge, compétition qui voit s'affronter quatre équipes : l'Australie, le Brésil et la France et les États-Unis. L'équipe américaine remporte ses quatre rencontres. Sud Bird inscrit 3,3 points, capte 1,3 rebond et délivre 1 passe de moyenne.
Pour sa première grande compétition internationale, elle dispute sept des neuf rencontres mais ne participe pas aux deux dernières rencontres, les demi-finale et finale. Sur l'ensemble de la compétition, elle présente des statistiques de 4,3 points, 1 rebonds et 0,4 passe. Elle réalise sa meilleure performance au nombre de points face à la Lituanie avec 10 points, 2 sur 4 à deux points et 2 sur 2 à trois points, en 21 minutes lors d'une victoire 105 à 48. La sélection américaine remporte le titre mondial en restant invaincue sur l'ensemble de la compétition. Seule l'Australie et la Russie parviennent à rester à moins de 30 points des Américaines, respectivement 15 points en demi-finale et 5 en finale.
Sue Bird figure parmi un groupe de neuf joueuses qui constituent la base de la sélection américaine pour les jeux olympiques de 2004. Ces joueuses sont Tamika Catchings, Shannon Johnson, Lisa Leslie, DeLisha Milton-Jones, Katie Smith, Dawn Staley, Sheryl Swoopes, Tina Thompson. Les autres joueuses sont choisies à l'issue d'une préparation ponctuée de seize rencontres où Bird inscrit 4,7 points, capte 1,9 rebond, délivre 3,31 passes. Lors de la compétition olympique d'Athènes, elle participe aux six premières rencontres du tournoi. Ses meilleures performances sont de sept points face à la République tchèque et de cinq passes, et quatre points et deux interceptions, face à la Chine en 17 minutes. La sélection américaine remporte son troisième titre olympique consécutif en battant la Russie 66 à 62 en demi-finale puis l'Australie 74 à 63 en finale.
Lors de la préparation au mondial 2006, Sue Bird ne dispute que trois des onze rencontres que dispute la sélection américaine. Elle commence deux de ces trois rencontres dans le cinq de départ. Elle commence le mondial, disputé au Brésil, par 20 points, 6 passes en 24 minutes face à la Chine. Débutant l'ensemble des rencontres, elle dispute environ 23 minutes de moyenne pour des statistiques de 7,7 points, 1,4 rebond et 4,6 passes, meilleure passeuse américaine. La sélection américaine échoue en demi-finale face à la Russie, sur le score de 68 à 75, rencontre où elle inscrit 8 points, délivre 7 passes, capte 2 rebonds et réalise 1 interception. Les Américaines remportent ensuite la médaille de bronze en battant le Brésil sur le score de 99 à 59.
Les États-Unis obtiennent leur qualification pour les jeux olympiques de 2008 en remportant le Tournoi des Amériques 2007. Sue Bird, qui figure de nouveau dans le cinq majeur, présente des statistiques de 5,6 points, 3,8 rebonds, 4 passes. Les Américaines se rendent à Pékin pour le tournoi olympique avec l'intention de retrouver sa prééminence sur le basket-ball féminin après l'échec du mondial 2006. Les Américaines remportent aisément leurs rencontres du premier tour puis éliminent la Corée du Sud en quart de finale - 104 à 60. En demi-finale, elles prennent leur revanche sur la Russie en s'imposant 67 à 52 avant de s'imposer nettement face aux championnes du monde australiennes sur le score de 92 à 65.
Bien que figurant dans le cinq de départ, elle ne dispute que 18 minutes 5 par rencontre pour des statistiques de 3 points, 2,2 rebonds et 1,8 passe.
En avril 2009, Geno Auriemma, entraîneur de son ancienne équipe universitaire des Huskies du Connecticut, est nommé entraîneur de la sélection américaine pour les prochaines échéances, le championnat du monde 2010, les Jeux olympiques de Londres. Quelques mois plus tard, USA Basketball annonce une première liste de huit joueuses pour figurer dans la 2009-12 USA Basketball Women's National Team, équipe qui sert de base pour les prochaines échéances. Sue Bird fait partie de cette première liste de joueuses.
Lors du mondial 2010, les Américaines remportent la finale face aux joueuses de République tchèque qui évoluent à domicile en s'imposant sur le score de 89 à 69. Bird réalise sa meilleure performance à la marque du tournoi avec 11 points, quatrième marqueuse de son équipe. Elle capte également 2 rebonds, délivre 3 passes mais surtout réalise 5 interceptions. Sur l'ensemble de la compétition, elle est la joueuse américaine la plus sollicitée par son entraîneur avec 22 minutes 44. Elle profite de ce temps pour inscrire 5,6 points, capter 2,2 rebonds et délivrer 2,9 passes.

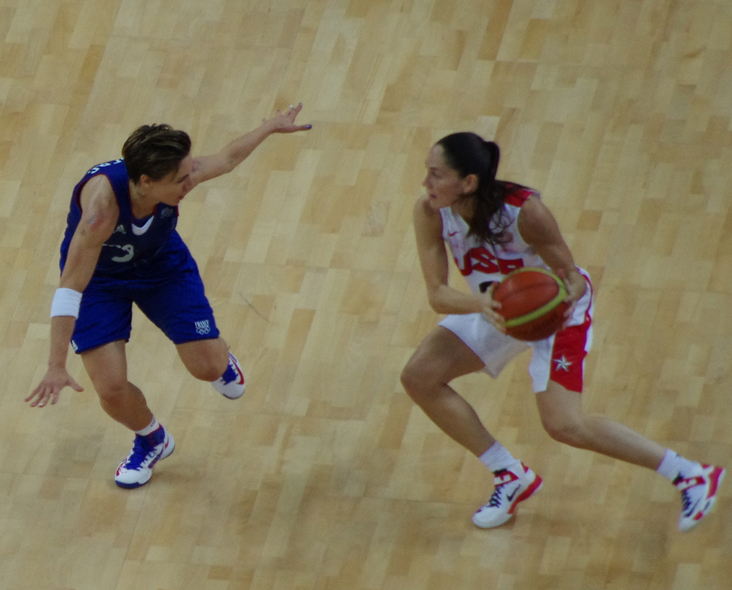
Lors de la finale olympique en 2012, face à Céline Dumerc.

La préparation de la sélection américaine pour les Jeux olympiques de 2012 à Londres est très réduite en raison de la saison WNBA. De plus, Sue bird rejoint la sélection américaine avec un peu retard en raison d'un décès au sein de sa famille. L'entraîneur Geno Auriemma ayant un effectif où chacune des joueuses figurent parmi les meilleures joueuses mondiales, elle joue entre 20 et 30 minutes par match. De plus, elle n'a pas à prendre en compte la responsabilité d'inscrire des points : elle ne franchit pas la barre des dix points lors des cinq rencontres du premier tour, terminant même la rencontre face à la République tchèque avec aucun point. Toutefois, lors de cette même rencontre, elle délivre 9 passes, son meilleur résultat de la compétition. Après cinq matchs, elle présente un bilan de 4 sur 8 à deux points et 5 sur 16 à trois points, 10 rebonds et 26 passes. Elle réalise ses deux meilleures performances à la marque lors des matchs important en fin de compétition. Lors de la demi-finale face à l'Australie, remportée sur le score de 73 à 86, elle inscrit 13 points à 5 sur 6 à deux points et 1 sur 2 à trois points, avec également 4 rebonds et 4 passes. Lors de victoire 86 à 50 en finale face à la France, elle réussit 11 points, 2 passes et 2 rebonds. L'équipe des États-Unis reste invaincue sur la compétition et remporte son cinquième titre consécutif. Elle termine meilleure passeuse américaine du tournoi avec 4,5, cette moyenne lui permettant d'occuper le deuxième rang dans cette catégorie derrière la Chinoise Miao Lijie. Sue Bird, comme ses coéquipières Diana Taurasi et Tamika Catchings, remporte ainsi son troisième titre olympique, rejoignant ainsi Sheryl Swoopes, Dawn Staley et Katie Smith.
Figurant dans la présélection américaine championnat du monde 2014 puis est retenue dans la sélection finale. Elle est la première joueuse américaine à disputer pour la quatrième fois un championnat du monde. Pour son entraîneur en équipe nationale et auparavant aux Huskies Geno Auriemma : « Il est saisissant que son niveau de jeu ait été solide tant d'années à un poste qui n'est pas facile à jouer. Elle est très stable, incroyablement talentueuse et gagneuse. Les joueuses lui font confiance et ils ont foi en elle. »
Elle fait partie des douze sélectionnées pour le tournoi olympique de 2016.
Elle est membre de la sélection américaine qui remporte la Coupe du monde 2018 en enchaînant six rencontres sans défaite en Espagne. Elle devient alors la seule joueuse (en sélection masculine comme féminine) à avoir remporté quatre médailles d'or au niveau mondial, ce qui à quoi s'ajoute une médaille de bronze. Elle détient également le meilleur total cumulé de passes décisives dans les compétitions mondiales.
Sue Bird remporte son cinquième titre olympique avec les États-Unis sur une victoire 90-75 sur le Japon, le 8 août 2021 en finale des Jeux de Tokyo 2020.  Avec sa coéquipière Diana Taurasi, elles deviennent les seules quintuple médaillées d'or olympiques du basket-ball féminin,.
En mai 2025, elle est nommée managing director de la sélection américaine, rôle qui est attribué pour la première fois.

## Vie privée
En juillet 2017, Sue Bird annonce dans une interview qu'elle est lesbienne et dévoile sa relation avec la footballeuse Megan Rapinoe, qu'elle a rencontrée en marge des compétitions olympiques à Rio. En 2018, elles sont le premier couple homosexuel à poser nu pour le « Body Issue » d'ESPN The Magazine et à en faire la couverture.
Sue Bird a accepté la demande en mariage de Megan Rapinoe le 30 octobre 2020 après 4 ans de vie commune.

## Statistiques

### États-Unis

#### Université
| Champion NCAA | Gras/Meilleures performances |

| Saison    | Équipe                 | Matchs | Titul. | Min./m | % Tir | % 3pts | % LF | Rbds/m. | Pass/m. | Int/m. | Ctr/m. | Pts/m. |
| --------- | ---------------------- | ------ | ------ | ------ | ----- | ------ | ---- | ------- | ------- | ------ | ------ | ------ |
| 1998-1999 | Huskies du Connecticut | 8      |        |        | 31,6  | 31,6   | 75,0 | 2,0     | 3,1     | 1,9    | 0,1    | 5,1    |
| 1999-2000 | Huskies du Connecticut | 37     |        |        | 50,2  | 49,7   | 89,8 | 2,5     | 4,3     | 1,8    | 0,0    | 10,9   |
| 2000-2001 | Huskies du Connecticut | 34     |        |        | 44,3  | 43,2   | 77,8 | 2,6     | 5,0     | 1,9    | 0,1    | 10,9   |
| 2001-2002 | Huskies du Connecticut | 39     |        |        | 50,5  | 46,6   | 94,2 | 3,4     | 5,9     | 2,8    | 0,8    | 14,4   |
| Total     | Total                  | 118    |        |        | 48,1  | 45,9   | 89,2 | 2,8     | 5,0     | 2,1    | 0,1    | 11,7   |

#### WNBA

##### Saison régulière
| Champion WNBA | Leader de la ligue | Record WNBA | Gras/Meilleures performances |

| Saison | Équipe  | Matchs | Titul. | Min./m | % Tir | % 3pts | % LF | Rbds/m. | Pass/m. | Int/m. | Ctr/m. | Pts/m. |
| ------ | ------- | ------ | ------ | ------ | ----- | ------ | ---- | ------- | ------- | ------ | ------ | ------ |
| 2002   | Seattle | 32     | 32     | 35,0   | 40,3  | 40,1   | 91,1 | 2,6     | 6,0     | 1,7    | 0,1    | 14,4   |
| 2003   | Seattle | 34     | 34     | 33,4   | 42,1  | 35,0   | 88,4 | 3,3     | 6,5     | 1,4    | 0,0    | 12,4   |
| 2004   | Seattle | 34     | 34     | 33,4   | 46,3  | 43,8   | 85,9 | 3,1     | 5,4     | 1,5    | 0,1    | 12,9   |
| 2005   | Seattle | 30     | 30     | 34,0   | 44,2  | 43,7   | 85,5 | 2,4     | 5,9     | 1,0    | 0,2    | 12,1   |
| 2006   | Seattle | 34     | 34     | 31,4   | 41,1  | 36,6   | 86,8 | 3,0     | 4,8     | 1,8    | 0,1    | 11,4   |
| 2007   | Seattle | 29     | 29     | 31,7   | 42,8  | 33,8   | 84,6 | 2,0     | 4,9     | 1,5    | 0,3    | 10,4   |
| 2008   | Seattle | 33     | 33     | 33,7   | 44,1  | 34,3   | 87,1 | 2,5     | 5,1     | 1,2    | 0,1    | 14,1   |
| 2009   | Seattle | 31     | 31     | 35,5   | 40,8  | 36,0   | 85,4 | 2,5     | 5,8     | 1,5    | 0,1    | 12,8   |
| 2010   | Seattle | 33     | 33     | 30,5   | 43,4  | 39,9   | 85,7 | 2,7     | 5,8     | 1,5    | 0,2    | 11,1   |
| 2011   | Seattle | 34     | 34     | 33,0   | 44,9  | 42,8   | 87,5 | 2,9     | 4,9     | 1,4    | 0,2    | 14,7   |
| 2012   | Seattle | 29     | 29     | 31,0   | 45,9  | 38,4   | 78,9 | 2,9     | 5,3     | 0,9    | 0,1    | 12,2   |
| 2014   | Seattle | 33     | 33     | 29,2   | 38,6  | 34,5   | 83,1 | 2,2     | 4,0     | 0,8    | 0,0    | 10,6   |
| 2015   | Seattle | 27     | 27     | 28,6   | 38,4  | 30,1   | 79,6 | 2,3     | 5,4     | 0,9    | 0,1    | 10,3   |
| 2016   | Seattle | 34     | 34     | 31,6   | 44,9  | 44,4   | 78,6 | 2,9     | 5,8     | 1,0    | 0,2    | 12,8   |
| 2017   | Seattle | 30     | 30     | 30,0   | 42,7  | 39,3   | 77,4 | 2,0     | 6,6     | 1,2    | 0,1    | 10,6   |
| 2018   | Seattle | 31     | 31     | 26,6   | 46,6  | 44,8   | 82,8 | 1,7     | 7,1     | 1,1    | 0,1    | 10,1   |
| 2020   | Seattle | 11     | 11     | 23,4   | 49,4  | 46,9   | 75,0 | 1,7     | 5,2     | 0,6    | 0,2    | 9,8    |
| 2021   | Seattle | 30     | 30     | 27,7   | 43,1  | 41,9   | 83,3 | 2,6     | 5,3     | 0,9    | 0,1    | 10,0   |
| 2022   | Seattle | 31     | 31     | 26,4   | 40,3  | 38,9   | 100  | 1,9     | 6,0     | 1,2    | 0,1    | 7,8    |
| Total  | Total   | 580    | 580    | 31,2   | 42,9  | 39,2   | 85,3 | 2,5     | 5,6     | 1,3    | 0,1    | 11,7   |

##### Playoffs
| Champion WNBA | Leader de la ligue | Gras/Meilleures performances |

| Saison | Équipe  | Matchs | Titul. | Min./m | % Tir | % 3pts | % LF | Rbds/m. | Pass/m. | Int/m. | Ctr/m. | Pts/m. |
| ------ | ------- | ------ | ------ | ------ | ----- | ------ | ---- | ------- | ------- | ------ | ------ | ------ |
| 2002   | Seattle | 2      | 2      | 36,5   | 40,9  | 27,3   | 100  | 0,0     | 6,0     | 2,5    | 0,0    | 14,0   |
| 2004   | Seattle | 8      | 8      | 29,1   | 37,7  | 30,0   | 76,2 | 3,3     | 5,3     | 1,5    | 0,0    | 8,5    |
| 2005   | Seattle | 3      | 3      | 34,3   | 27,3  | 13,3   | 87,5 | 1,7     | 4,3     | 1,0    | 0,0    | 9,0    |
| 2006   | Seattle | 3      | 3      | 35,3   | 36,1  | 33,3   | 62,5 | 2,7     | 3,3     | 0,3    | 0,7    | 12,7   |
| 2007   | Seattle | 2      | 2      | 35,5   | 45,8  | 58,3   | 100  | 2,0     | 5,0     | 2,0    | 0,0    | 16,5   |
| 2008   | Seattle | 3      | 3      | 37,0   | 46,0  | 29,4   | 100  | 2,3     | 3,0     | 1,3    | 0,0    | 19,7   |
| 2009   | Seattle | 3      | 3      | 36,3   | 33,3  | 41,7   | 87,5 | 3,7     | 4,0     | 1,3    | 0,0    | 11,3   |
| 2010   | Seattle | 7      | 7      | 37,0   | 38,6  | 33,3   | 76,9 | 4,1     | 7,7     | 1,7    | 0,4    | 12,1   |
| 2011   | Seattle | 3      | 3      | 33,7   | 44,4  | 50,0   | 85,7 | 4,0     | 2,7     | 1,0    | 0,0    | 15,7   |
| 2012   | Seattle | 3      | 3      | 34,0   | 43,9  | 50,0   | 83,3 | 1,7     | 7,0     | 1,7    | 0,7    | 16,3   |
| 2016   | Seattle | 1      | 1      | 34,0   | 35,7  | 33,3   | -    | 5,0     | 7,0     | 3,0    | 0,0    | 12,0   |
| 2017   | Seattle | 1      | 1      | 31,0   | 44,4  | 33,3   | 100  | 2,0     | 5,0     | 0,0    | 0,0    | 10,0   |
| 2018   | Seattle | 8      | 8      | 28,4   | 38,7  | 36,4   | 75,0 | 2,8     | 6,9     | 0,8    | 0,3    | 10,0   |
| 2020   | Seattle | 6      | 6      | 26,5   | 39,2  | 31,6   | 100  | 2,0     | 9,2     | 0,7    | 0,3    | 9,5    |
| 2021   | Seattle | 1      | 1      | 37,0   | 41,7  | 50,0   | 100  | 3,0     | 5,0     | 1,0    | 0,0    | 16,0   |
| 2022   | Seattle | 6      | 6      | 35,7   | 43,1  | 43,3   | 100  | 2,2     | 7,7     | 0,8    | 0,2    | 10,2   |
| Total  | Total   | 60     | 60     | 32,8   | 39,6  | 36,5   | 84,5 | 2,7     | 6,1     | 1,2    | 0,2    | 11,7   |

### Europe

#### Euroligue
| Champion Euroligue | Gras/Meilleures performances |

| Saison     | Équipe         | Matchs | Titul. | Min./m | % Tir | % 3pts | % LF | Rbds/m. | Pass/m. | Int/m. | Ctr/m. | Pts/m. |
| ---------- | -------------- | ------ | ------ | ------ | ----- | ------ | ---- | ------- | ------- | ------ | ------ | ------ |
| 2004-20050 | Dynamo Moscou  | 10     | -      | 33,4   | 48,7  | 36,7   | 40,0 | 3,6     | 2,7     | 1,5    | 0,0    | 9,3    |
| 2005-20060 | Dynamo Moscou  | 8      | -      | 30,1   | 36,2  | 27,3   | 50,0 | 4,0     | 4,1     | 1,5    | 0,1    | 5,5    |
| 2006-20070 | Spartak Moscou | 10     | -      | 19,6   | 39,0  | 31,6   | 88,9 | 2,0     | 2,5     | 0,9    | 0,0    | 4,6    |
| 2007-20080 | Spartak Moscou | 14     | -      | 32,7   | 45,0  | 47,4   | 83,3 | 3,9     | 4,6     | 1,5    | 0,1    | 9,1    |
| 2008-20090 | Spartak Moscou | 17     | -      | 33,8   | 43,9  | 40,9   | 82,6 | 3,6     | 5,9     | 2,2    | 0,1    | 11,2   |
| 2009-20100 | Spartak Moscou | 9      | -      | 29,4   | 46,0  | 40,0   | 77,8 | 1,8     | 4,0     | 0,9    | 0,0    | 8,6    |
| 2010-20110 | Spartak Moscou | 9      | -      | 33,1   | 40,6  | 40,7   | 100  | 2,0     | 3,0     | 1,6    | 0,0    | 11,6   |
| 2011-20120 | Iekaterinbourg | 9      | -      | 29,0   | 40,5  | 42,9   | 100  | 1,7     | 2,7     | 1,2    | 0,0    | 10,1   |
| 2012-20130 | Iekaterinbourg | 3      | -      | 33,7   | 25,0  | 37,5   | 100  | 6,7     | 6,7     | 1,3    | 0,3    | 5,7    |
| 2013-20140 | Iekaterinbourg | 1      | -      | 22,0   | 55,6  | 60,0   | -    | 0,0     | 8,0     | 2,0    | 0,0    | 13,0   |
| Total      | Total          | 90     | -      | 30,5   | 42,4  | 39,4   | 79,3 | 3,0     | 4,0     | 1,5    | 0,1    | 8,9    |

## Palmarès

### Club
Elle remporte deux titres de championne universitaires avec les Huskies du Connecticut en 2000 et 2002.
En WNBA, elle remporte le titre lors des saisons 2004, 2010, 2018 et 2020.
Elle est par ailleurs vainqueure de l'Euroligue féminine à quatre reprises, en 2007, 2008, 2009, 2010. Elle dispute la finale de cette même compétition en 2011 et termine à la troisième place l'année suivante.
En Russie, elle remporte le championnat en 2007, 2008 avec le Dynamo région de Moscou et en 2012 avec l'UMMC Iekaterinbourg. Avec ce dernier, elle réalise le doublé en remportant la coupe de Russie 2012.

### Sélection nationale
- Jeux olympiques d'été
  -  Médaille d'or aux Jeux olympiques de 2020 à Tokyo[102]
  -  Médaille d'or aux Jeux olympiques de 2016 à Rio de Janeiro[108]
  -  Médaille d'or aux Jeux olympiques de 2012 à Londres,  Royaume-Uni
  -  Médaille d'or aux Jeux olympiques de 2008 à Pékin,  Chine
  -  Médaille d’or aux Jeux olympiques de 2004 à Athènes
- Championnat du monde de basket-ball féminin
  -  Médaille d’or du Championnat du monde 2002
  -  Médaille d’or du Championnat du monde 2010
  -  Médaille d’or du Championnat du monde 2014
  -  Médaille d’or de la Coupe du monde 2018[100]
  -  Médaille de bronze du mondial 2006 au Brésil

### Distinctions personnelles
Dès ses premières années, Sue Bird est abonnée aux récompenses individuelles. Elle reçoit les titres de New York City Player of the Year et New York State Player of the Year et du New York Daily News Player of the Year lors de sa dernière année de High School pour avoir conduit son équipe de Christ the King High School à une saison sans la moindre défaite. Cette performance est également récompensée d'une nomination dans le WCBA All-Americans.
Elle reçoit ses premières récompenses lors de sa deuxième année universitaire remportant ainsi le Nancy Lieberman Award, trophée récompensant la meilleure meneuse de la saison NCAA et qui porte le nom de Nancy Lieberman, joueuse et entraîneuse de WNBA. Elle est également nommée dans le deuxième cinq de la Big East Conference et dans le premier cinq du Final Four NCAA où les Huskies remportent le titre.
Lors de son année juniore, troisième année, elle est élue dans la All-Big East First Team et dans le meilleur cinq de la région est, dans le troisième cinq All-American désigné par Associated Press. Elle figure également parmi les quinze dernières joueuses postulant au titre de Naismith College Player of the Year. Elle obtient ce titre lors sa dernière saison, cumulant ce titre avec une autre récompense universitaire très recherchée, le Wade Trophy. Elle est également nommée All-American, en particulier avec les titres de Kodak All-American, Associated Press First Team All-American. Tout en remportant son second titre universitaire, elle est nommée pour la seconde fois dans l'équipe du Final Four. Elle est également élue joueuse de l'année de la conférence Big East, terminant également dans le premier cinq de celle-ci et dans celui du tournoi de la conférence.
Elle est sélectionnée en 1re position par le Storm de Seattle lors de la Draft WNBA 2002 mais elle est devancée par Tamika Catchings pour le titre de débutante de l'année, WNBA Rookie of the Year : celle-ci, qui a été première de la draft lors de la saison précédente, n'avait pas disputé la saison 2001 en raison d'une blessure.
Elle est sélectionnée pour le WNBA All-Star Game à 13 reprises, un chiffre record. Elle l'est dès son année rookie pour 2002, 2003, 2005 et 2006. En tête des votes pour 2007, elle doit cependant déclarer forfait en raison d'une arthroscopie au genou gauche. Elle retrouve les parquets avec la sélection de l'Ouest dès 2009, 2011. Blessée durant la saison 2013, elle retrouve les All-Star Game pour les éditions 2014, 20152017, 2018, 2021 et 2022. Elle est une des joueuses préférées du public, obtenant la deuxième place des votes lors de l'année 2006. Elle est également membre de la sélection américaine pour la rencontre The Game at Radio City en 2004, puis The Stars at the Sun en 2010.
Pour la première fois de l'histoire de la WNBA, une rookie intègre le meilleur cinq de la WNBA : cette performance sera reproduite par Tamika Catchings. Elle figure dans le premier cinq à trois autres reprises, en 2003, 2004, 2005 et dans le second cinq en 2008, 2010 et 2011.
En 2006, elle figure parmi les dix joueuses nommées parmi les Meilleures joueuses des 10 ans de la WNBA : les autres joueuses sont Tamika Catchings, Cynthia Cooper, Yolanda Griffith, Lauren Jackson, Lisa Leslie, Katie Smith, Dawn Staley, Sheryl Swoopes et Tina Thompson. Elle est choisie pour figurer parmi les meilleures joueuses des 15 ans de la WNBA, sélection annoncée au cours du WNBA All-Star Game 2011. Après sa sélection parmi les meilleures joueuses des 20 ans de la WNBA en 2016, elle est de nouveau retenue en 2021 pour figurer parmi les meilleures joueuses des 25 ans de la WNBA.
Sur le plan statistique, elle termine trois fois meilleure passeuse  en pourcentage, de la ligue, en 2005, 2009 et 2016. Elle termine à cinq reprises au deuxième rang et troisième à trois reprises. De 2002 à 2010, elle figure dans le Top 3 lors de chaque saison. Après la saison 2024, elle figure au quatrième rang de la moyenne de passe en carrière derrière Courtney Vandersloot, Sabrina Ionescu et Ticha Penicheiro. Ses 3 234 passes constituent le record du nombre total de passe en carrière devant Ticha Penicheiro.
En 2011, elle est récompensée, en compagnie de Ruth Riley du Trophée Kim Perrot de la sportivité, récompense décernée à la joueuse « représentant le mieux les valeurs du sport sur le terrain, le comportement éthique, le fair-play et l'intégrité » durant la saison. Elle le remporte de nouveau en 2017 puis 2018, devenant la deuxième joueuse honorée à trois reprises après Tamika Catchings
En Russie, elle obtient en 2012 le titre de meilleure joueuse de la finale de la coupe de Russie, remportée sur le score de 92 à 72, rencontre où elle inscrit neuf points. Lors de cette même saison, elle est également élue dans le deuxième cinq du championnat russe.
Lors des Jeux olympiques de Tokyo en juillet 2021, elle est porte-drapeau de la sélection américaine avec Eddy Alvarez.

## Pour approfondir